# Ларошфуко, Франсуа де (кардинал)
Франсуа Ларошфуко (фр. François de La Rochefoucauld; 8 декабря 1558, Париж, королевство Франция — 14 февраля 1645, там же) — французский кардинал. Епископ Клермона с 29 июля 1585 по 15 февраля 1610. Епископ Санлиса с 15 февраля 1610 по 19 сентября 1622. Великий раздатчик милостыни Франции с 5 сентября 1618 по 1 января 1632. Кардинал-священник с 10 декабря 1607, с титулом церкви Сан-Каллисто с 1 февраля 1610 по 14 февраля 1645.